# Victor Léon
Pour les articles homonymes, voir Hirschfeld.
Œuvres principales
Wiener Blut (1899)
La Veuve joyeuse (1905)
Le Pays du sourire (1930)
Victor Léon est un dramaturge et librettiste austro-hongrois né le 4 janvier 1858 à Szenitz (aujourd'hui en Slovaquie), et mort le 3 février 1940 à Vienne. Auteur prolifique, il est surtout connu comme auteur, avec Leo Stein, de l'opérette de Franz Lehár La Veuve joyeuse (Die lustige Witwe).

## Biographie
Fils du rabbin Jakob Heinrich Hirschfeld (1819-1902), Viktor Hirschfeld naît le 4 janvier 1858 à Szenitz, près de Presbourg. Il étudie la philosophie aux universités d'Augsbourg et de Vienne et au Conservatoire de Vienne. Il travaille par la suite comme journaliste. De 1877 à 1884, il écrit pour le magazine Die Hausfrau : Blätter für Haus und Wirthschaft. Ami d'Hermann Bahr, il a des contacts réguliers avec le cercle littéraire du Café Griensteidl et commence à se faire connaître dans les cercles théâtraux comme dramaturge et librettiste sous le pseudonyme de Victor Léon, qu'il conservera jusqu'à sa mort. 
En 1878, il fait ses débuts avec au Wiener Sulkowsky-Theater avec la comédie Falsche Fährte sans grand succès. Ses livrets d'opérettes, écrits seul ou en collaboration avec Heinrich von Waldberg et Franz Josef Brakl, lui permettent en revanche d'accéder à la notoriété au début des années 1880, collaborant avec des compositeurs avec des compositeurs tels que Albert Kauders, Rudolf Raimann et Alfred Zamara.
Il devient le fournisseur régulier des grands théâtres germaniques : le Theater in der Josefstadt en 1881, le Carltheater en 1882, le Theater an der Wien en 1883 mais aussi le Carl-Schultze-Theater de Hambourg et le Théâtre allemand de Pest. Il écrit ainsi le livret de Simplicius pour Johann Strauss II, une histoire se déroulant pendant la guerre de Trente Ans créée au Theater an der Wien le 17 décembre 1887, mais qui n'obtient qu'un succès mitigé malgré deux remaniements. 
Suivent une série de nouvelles créations avec des compositeurs tels que Alfred Grünfeld, Josef Hellmesberger II, Ignaz Brüll, Rudolf Dellinger et même Franz von Suppé pour sa dernière œuvre, Das Modell. Il réalise également des adaptations en allemand d'œuvres étrangères comme The Yeomen of the Guard de Gilbert et Sullivan et Erminie d'Edward Jakobowski.
En 1898, Léon obtient un succès durable avec la  création au Theater an der Wien de l'opérette Der Opernball, sur une musique de Richard Heuberger. L'année suivante, Wiener Blut (Sang viennois en version française), une compilation d'œuvres antérieures de Johann Strauss réalisée par Adolf Müller Jr., marque les débuts de sa fructueuse collaboration avec Leo Stein qui culminera en 1905 avec La Veuve joyeuse, sur une musique de Franz Lehár. 
Il écrit les livrets de plusieurs opérettes de Leo Fall dont Die geschiedene Frau de Leo Fall créé au Carltheater de Vienne le 23 décembre 1908. Il travaille également sur des pièces et des livrets d'opérettes avec son jeune frère Leo, connu sous le nom de Leo Feld.

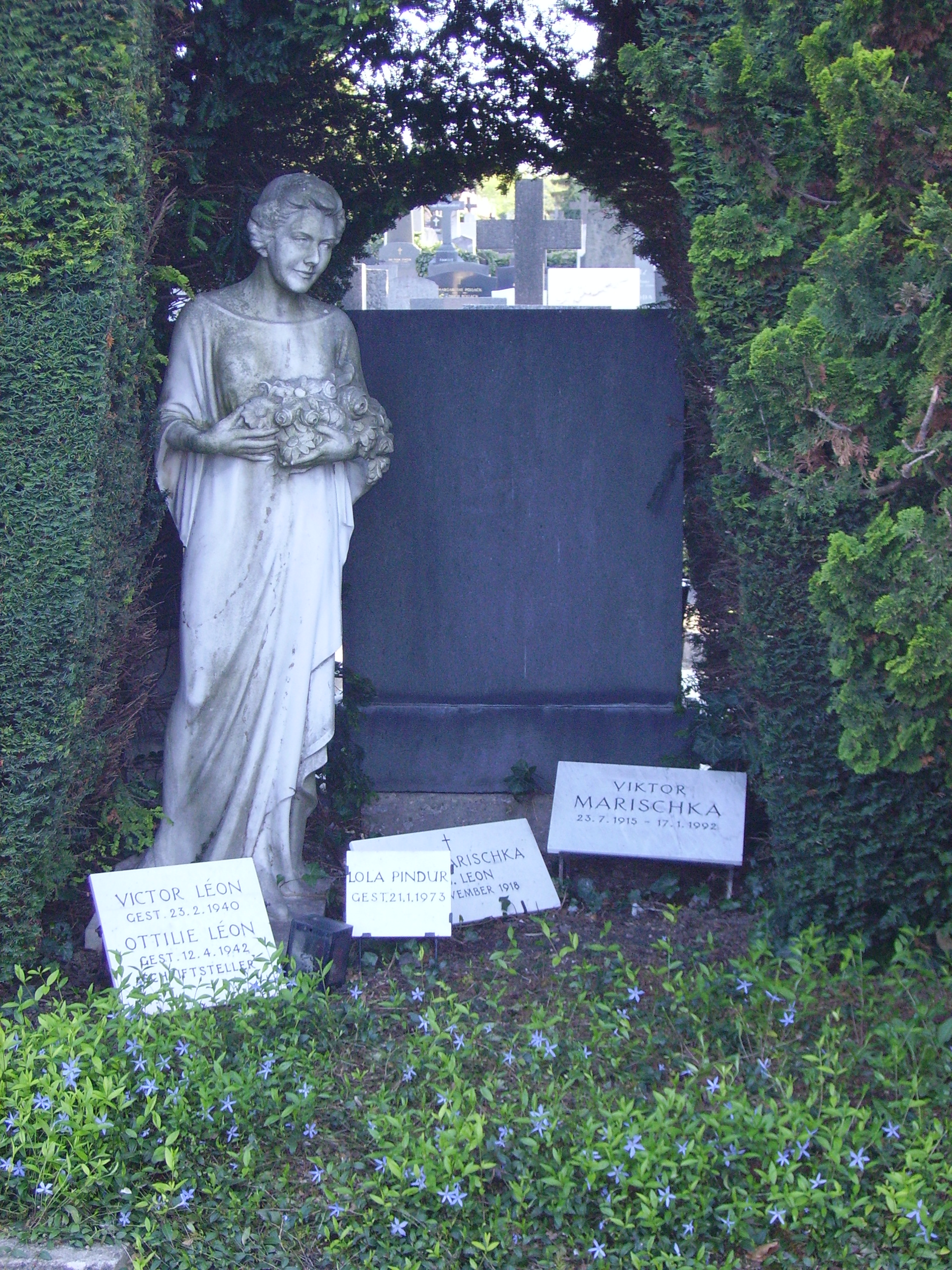
Tombe de Victor Léon au cimetière de Hietzing à Vienne.

En 1910, sa fille Lizzi, qui a épousé le directeur du Theater an der Wien, Hubert Marischka, lui suggère l'intrigue de Die gelbe Jacke, créée en 1923 sur une musique de Franz Lehárn avant d'être rebaptisée Das Land des Lächelns (Le Pays du sourire en version française) en 1929. Lizzi ne verra pas l'aboutissement du projet car elle meurt à l'âge de trente ans après avoir donné naissance à un fils en 1918. Léon dédie le livret de Die gelbe Jacke à sa mémoire. 
Léon survit non seulement à sa fille, mais aussi à son jeune frère et à son collaborateur le plus célèbre, Leo Stein. Son dernier travail est le remaniement de Das Fürstenkind de Lehár, recréé en 1932 sous le nom de Der Fürst der Berge.
En 1938, les biens de Léon sont confisqués après l'annexion de l'Autriche par l'Allemagne nazie. Il meurt de faim dans la clandestinité le 3 février 1940 à l'âge de 82 ans et est enterré au cimetière de Hietzing à Vienne.

## Œuvres

### Théâtre
- 1878 : Falsche Fährte, comédie publié sous le titre Postillon d'amour
- 1887 : Atelier Mazabon, comédie en trois actes avec Heinrich von Waldberg
- 1893 : Man sagt!, comédie en quatre actes
- 1895 : Gebildete Menschen, pièce populaire (Volksstück) en trois actes
- 1895 : Wettrennen, comédie en trois actes avec Heinrich von Waldberg
- 1899 : Der Nachfolger, comédie en trois actes avec Heinrich von Waldberg
- 1900 : Die grünen Bücher, comédie en un acte
- 1900 : Die Unmoralischen, « image du temps » (Zeitbild) en trois actes
- 1904 : Tischlein deck' dich!, « image du temps » en quatre actes
- 1905 : Fräulein Lehrerin, pièce populaire en trois actes avec Leo Feld
- 1909 : Der große Name, comédie viennoise en trois actes avec Leo Feld et Robert Stolz
- 1919 : Ein dunkler Ehrenmann, comédie en trois actes

### Opéras et opérettes
- 1881 : D'Artagnan und die drei Musketiere, opérette en trois actes, musique de Rudolph Raimann
- 1883 : Tizianello, opérette, musique d'Emil Rosé
- 1883 : Die Königin von Arragon, opérette, musique d'Alfred Zamara
- 1883 : O diese Götter!, opérette, musique de Karl Stix
- 1886 : Der Doppelgänger, opérette romantique en trois actes, musique d'Alfred Zamara
- 1887 : Simplicius, opérette en un prélude et deux actes, musique de Johann Strauss II
- 1889 : Der Herr Abbé, opérette en deux actes avec Franz Josef Brakl, musique d'Alfred Zamara
- 1889 : Der Savoyarde, singspiel burlesque en trois actes avec Franz Josef Brakl, musique d'Ottokar Feith
- 1890 : Gräfin Pepi, opérette en trois actes, musique de Johann Strauss II tirée de Simplicius et Blinde Kuh et arrangée par Ernst Reiterer
- 1890 : Capitän Wilson, opérette en deux actes avec Karl Lindau adaptée de The Yeomen of the Guard (en) de Gilbert et Sullivan
- 1890 : Erminy, opérette burlesque en trois actes avec Heinrich von Waldberg adaptée d'Erminie (en) de Claxson Bellamy, Harry Paulton et Edward Jakobowski (en)
- 1892 : Gringoire, opéra en un acte d'après Théodore de Banville, musique d'Ignaz Brüll
- 1892 : Friedel mit der leeren Tasche, opéra en trois actes, musique de Max Josef Beer
- 1892 : Der Bajazzo, opérette avec Heinrich von Waldberg, musique d'Alphons Czibulka
- 1893 : Phryne, opérette burlesque en un acte, musique de Bernhard Triebel
- 1893 : Schach dem König, opéra-comique en trois actes, musique d'Ignaz Brüll
- 1894 : Onesta, drame lyrique en trois actes, musique de Nicolo Massa
- 1894 : Tata-Toto, vaudeville en trois actes, musique d'Antoine Banès
- 1894 : Die Chansonnette, opérette en trois actes avec Heinrich von Waldberg, musique de Rudolf Dellinger
- 1895 : Das Modell, opérette en trois actes avec Ludwig Held, musique de Franz von Suppé
- 1895 : Die Doppelhochzeit, vaudeville en trois actes avec Heinrich von Waldberg d'après Labiche, musique de Joseph Hellmesberger
- 1897 : Der Strike der Schmiede, opéra d'après François Coppée, musique de Max Josef Beer
- 1897 : Der Husar, opéra-comique en deux actes d'après Scribe, musique d'Ignaz Brüll
- 1897 : Der Cognac-König, opérette avec Ludwig Held, musique de Franz Wagner
- 1898 : Der Opernball, vaudeville en trois actes avec Heinrich von Waldberg, musique de Richard Heuberger
- 1898 : Katze und Maus, opérette en trois actes avec Ferdinand Gross d'après Bataille de dames d'Eugène Scribe, musique de Johann Strauss II
- 1899 : Die Strohwitwe, opérette en un prélude et trois actes avec Heinrich von Waldberg, musique d'Albert Kauders
- 1899 : Wiener Blut (Sang viennois en version française), opérette en trois actes avec Leo Stein, musique de Johann Strauss II arrangée par Adolf Müller Jr.
- 1899 : Die Schwiegerväter, opérette en trois actes avec Heinrich von Waldberg, musique d'Albert Kauders
- 1899 : Ihr Excellenz, opérette avec Heinrich von Waldberg, musique de Richard Heuberger
- 1900 : Der Sechsuhrzug, opérette en trois actes avec Leo Stein d'après Décoré d'Henri Meilhac, musique de Richard Heuberger
- 1901 : Der polnische Jude, opéra populaire (Volksoper) en deux actes avec Richard Batka d'après Erckmann-Chatrian, musique de Karel Weis
- 1901 : Die verwunschene Prinzessin, opérette en un prélude et trois actes, musique d'Eduard Gärtner
- 1901 : Das Medaillon, opérette, musique de Walter Mortier
- 1902 : Der Rastelbinder, opérette en un prélude et deux actes, musique de Franz Lehár
- 1902 : Das gewisse Etwas, opérette en trois actes avec Leo Stein, musique de Carl Weinberger
- 1903 : Der Herr Professor, opérette en trois actes, musique de Béla von Ujj
- 1904 : Der Göttergatte (Die ideale Gattin), opérette en trois actes avec Leo Stein, musique de Franz Lehár
- 1905 : Barfüssele, opéra en un prélude et deux actes, musique de Richard Heuberger
- 1905 : Die lustige Witwe (La Veuve joyeuse en version française), opérette en trois actes avec Leo Stein d'après L'Attaché d'ambassade d'Henri Meilhac, musique de Franz Lehár
- 1905 : Vergeltsgott, opérette en deux actes et un épilogue, musique de Leo Ascher
- 1907 : Die Schönen von Fogaras, opéra-comique en trois actes, musique d'Alfred Grünfeld
- 1907 : Der fidele Bauer (Le Joyeux Paysan en version française), opérette en trois actes, musique de Leo Fall
- 1907 : Der Frauenmörder, scène mélodramatique (Melodramatische Szene), musique d'Oscar Straus
- 1907 : Narciss Rameau, opéra, musique de Julius Stern
- 1908 : Die geschiedene Frau, opérette en deux actes, musique de Leo Fall
- 1909 : Das Fürstenkind, opérette en un prélude et deux actes, musique de Franz Lehár
- 1909 : Didi, opérette en deux actes, musique d'Oscar Straus
- 1910 : Das erste Weib, opéra en trois actes, musique de Bruno Hartl
- 1910 : Kaisermanöver, opérette en trois actes, musique de Béla von Ujj
- 1911 : Die eiserne Jungfrau, opérette en trois actes, musique de Robert Stolz
- 1911 : Der gute Kamerad, pièce musicale en deux actes avec Károly von Bakonyi, musique d'Emmerich Kálmán
- 1913 : Der Nachtschnellzug, opérette comique en quatre tableaux avec Leo Stein, musique de Leo Fall
- 1913 : Die Studentengräfin oder Die stille Stadt, singspiel en trois actes avec Georg Fuchs, musique de Leo Fall
- 1914 : Gold gab ich für Eisen, singspiel en un prélude et deux actes, musique d'Emmerich Kálmán
- 1914 : Das Lumperl, opérette en trois actes, musique de Robert Stolz
- 1916 : Liebeszauber, opérette en deux actes, musique d'Oscar Straus
- 1916 : Die Wachsfigur, opérette, musique d'Oskar Stalla
- 1917 : Das Liebchen am Dache, opérette en un prélude et deux actes, musique de Petar Stojanović
- 1917 : Wiener Kinder, singspiel en un prélude et deux actes avec Heinz Reichert, musique de Johann Schrammel
- 1918 : Der weiße Adler, opéra en trois actes avec Hugo Regel, musique de Frédéric Chopin arrangée par Raoul Mader (en)
- 1918 : Der Millionendieb, opérette, musique de Friedrich Mayer
- 1919 : Wiener Volkssänger, pièce populaire avec chants et danses en quatre actes, musique de Robert Mahler
- 1920 : Hol' mich der Teufel!, opérette en deux actes et un épilogue avec Heinz Reichert, musique de Leopold Reichwein
- 1920 : Clotildas Hochzeit, opéra-comique en deux actes, musique de Hans von Zois
- 1921 : Der Herzog von Reichstadt, opérette en trois actes avec Heinz Reichert, musique de Petar Stojanović
- 1923 : Die gelbe Jacke puis Das Land des Lächelns (Le Pays du sourire en version française), opérette en trois actes, musique de Franz Lehár
- 1923 : Glück bei Frauen, opérette en trois actes avec Heinz Reichert, musique de Bruno Granichstaedten
- 1925 : Donna Gloria, opérette en trois actes avec Heinz Reichert, musique d'Oskar Nedbal
- 1928 : La Barberina, opérette en un prélude, deux actes et un épilogue, musique de Leo Ascher
- 1932 : Der Fürst der Berge, musique de Franz Lehár - nouvelle version de Das Fürstenkind (1909)